# Pere Vila (oncle)
Pere Vila (ca. 1465-1538) fou el primer d'una nissaga d'organistes i compositors originada a la ciutat de Vic entre el darrer quart del segle xv i el primer terç del segle xvii donada per un conjunt d'emparentaments matrimonials entre les famílies Vila, Alberch, Ferrament i Ferran. Estava formada per Pere Vila, oncle (ca- 1465-1538), Pere Vila (ca. 1480-1545), Pere Alberch (1517-1582), Pere Ferrament (ca. 1522-1546) i Lluís Ferran (ca- 1565-1631).

## Lligams i família
Pere Vila era d'origen vigatà i oncle indirecte de Pere Alberch (1517-1582), el cèlebre organista de la seu de Barcelona, tal com ell mateix va expressar en el document d'adquisició del títol d'organista de la catedral per a la seva nissaga. Segons J. M. Gregori, la ressenya del testament que Pere Vila feu a la ciutat de València l'any 1538 ha permès formular hipòtesis sobre la genealogia de Pere Vila i el nivell d'emparentament amb el seu "nebot" Pere Alberch.
Gràcies als fons arxivístics vigatans, Joan Vila era el germà de Pere Vila, sabater casat amb Constança Riera el 1486 i fill de Joan i Llorença. Aquesta es l'única família Vila que entronca directament amb els Alberch. Joan Vila va fer tres testaments. En el primer, datat el 16 d'octubre de 1490, designava marmessors «Petrum Vila fratrem» i la seva esposa, Constança, i hereves universals les seves filles, Constança i Caterina. En el segon testament, datat el 2 d'agost de 1512, feia esment dels fills Margarida, Pere, Antoni i Joan Pau, als quals deixava sota la tutela de la seva esposa i de Pere Vila. El darrer testament de Joan Vila fou datat el 4 de març de 1519 i fou polèmic pel fet que va nomenar hereu universal el seu net Jaume Alberch, fill del matrimoni de Joan Alberch i Elisabet Mambla el 1524. El primer, Joan Alberch, era l'hereu del mas Alberch de Santa Maria d'Oló i un dels fills de Nicolau Alberch i Susanna Arrencada, casat l'any 1480. Nicolau Alberch, com Feliu Alberch —l'avi de l'organista Pere Alberch—, era fill de Bernat Alberch i Caterina d'Oló; i Elisabet Mambla, l'esposa de Joan Alberch, era la vídua de Jaume Vila, fill del testador Joan Vila i nebot de l'organista Pere Vila. Poc abans de traspassar, Joan Vila rebé l'extremunció de mans de Joan Bergadà, prevere, oncle de l'apotecari Onofre Bergadà, un dels cosins que Pere Alberch esmentarà en el seu testament.
El parentesc entre les famílies de Pere Vila i Pere Alberch es constata més encara perquè Joan Alberch, pare de l'hereu del testament de Joan Vila, era cosí germà del pare de l'organista Pere Alberch (...).

## Vida
Pere Vila va començar a exercir d'organista a la catedral de Valencia a mitjans de 1510 succeint a Joan Trossera i Pere Castell, els quals servien conjuntament l'ofici fins l'arribada de Pere Vila [...]. En arribar a la catedral, posseïa la rectoria de l'església parroquial de Les Lloses a la diócesis de Vic, que encara conservava en 1516. Va estar 7 anys de servei.